# Jacob Moreno

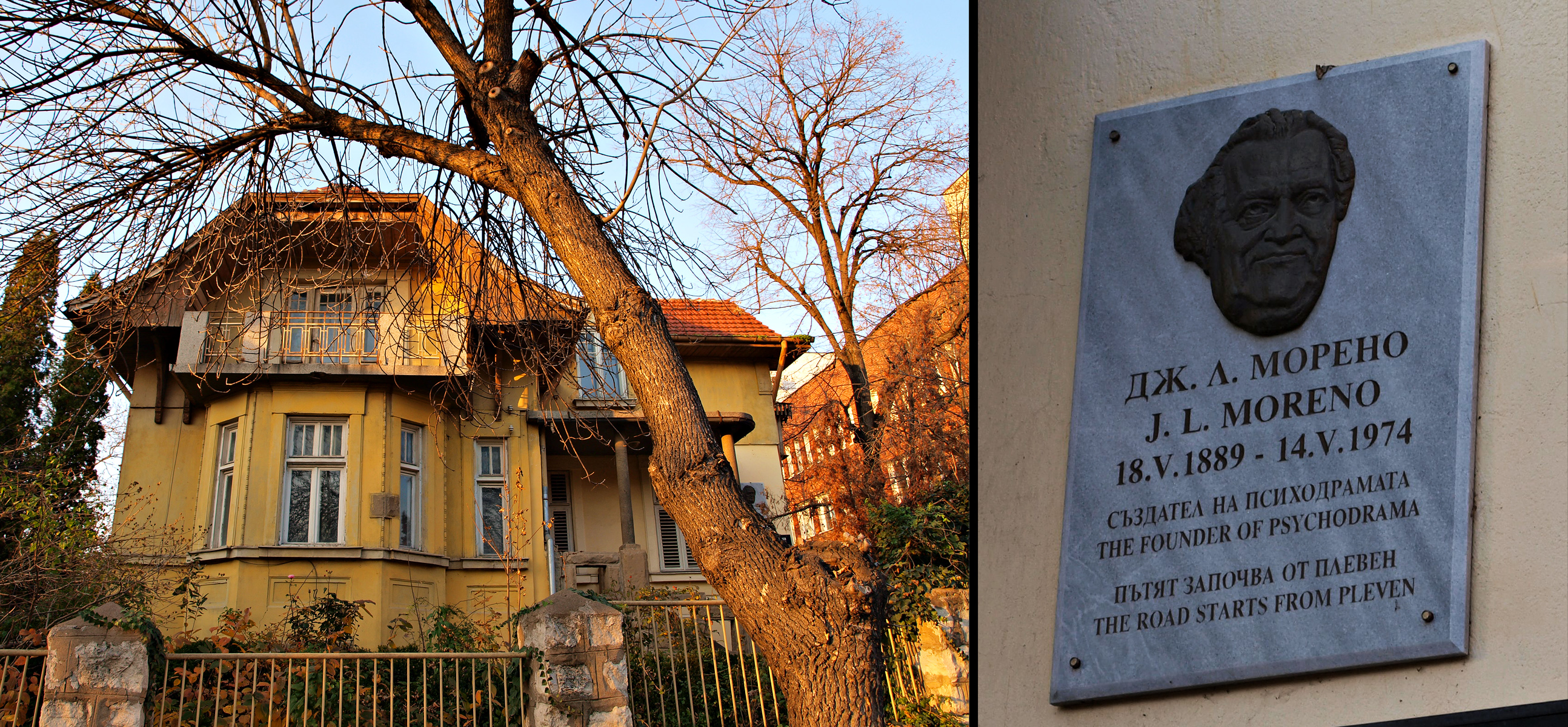
Tablica pamiątkowa na ścianie domu J.L. Moreno w Plewen (Bułgaria)

Jacob L. Moreno (ur. 18 maja 1889 w Bukareszcie, zm. 14 maja 1974 w Nowym Jorku) – austriacko-amerykański lekarz, psychiatra, socjolog, twórca psychodramy, metody psychologicznej pomocnej w dostosowaniu się jednostki do nowych sytuacji i wydarzeń. Psychodrama jako terapia wykorzystywana jest w leczeniu schizofrenii. Dr Moreno był również twórcą socjometrii, metody badań w socjologii, psychologii i pedagogice.
Autor pracy Who Shall Survive (1934) i wielu kolejnych publikacji.